# Ермакова, Оксана Ивановна
Оксана Ивановна Ермакова (род. 16 апреля 1973, Таллин) — советская, эстонская и российская шпажистка, заслуженный мастер спорта (2000).

## Биография
Первый тренер — И. Чикинёв.
Свои первые награды на международных соревнованиях завоевала в 1991 году на чемпионате мира в Будапеште в возрасте 18 лет, где выступала в составе советской сборной и выиграла бронзовые медали в личном и командном турнирах.
После распада СССР начала выступать за сборную Эстонии. В 1993 году победила на чемпионате мира в Эссене, тем самым став первым эстонским чемпионом мира по фехтованию, и была признана в Эстонии спортсменкой года. В 1995 году на чемпионате мира в Гааге стала бронзовым призёром. На Олимпийских играх 1996 года в Атланте заняла 15-е место в личном турнире, а команда Эстонии в итоге — 5-е.
В 1998 году Ермакова приняла гражданство России и начала выступать в составе её сборной. Два года спустя на Олимпийских играх в Сиднее она завоевала золотую медаль в командном турнире. В 2002 году на чемпионате Европы в Москве завоевала бронзовую медаль в личном и серебряную в командном турнире. На чемпионате мира 2003 года в Гаване стала чемпионкой мира в командном турнире. В том же году на чемпионате Европы в Бурже сборная России в финале победила сборную Эстонии, бывшую команду Ермаковой. В 2004 году в Копенгагене сборная повторила этот успех, а Ермакова в личных соревнованиях выиграла бронзу. Тогда же на Олимпиаде в Афинах сборная России повторила свой сиднейский успех (в личном турнире Ермакова заняла 20-е место). В 2005 году на чемпионате Европы в Залаэгерсеге Ермакова получила серебряную медаль в командном первенстве.